# Zbigniew Wójcik (historyk)

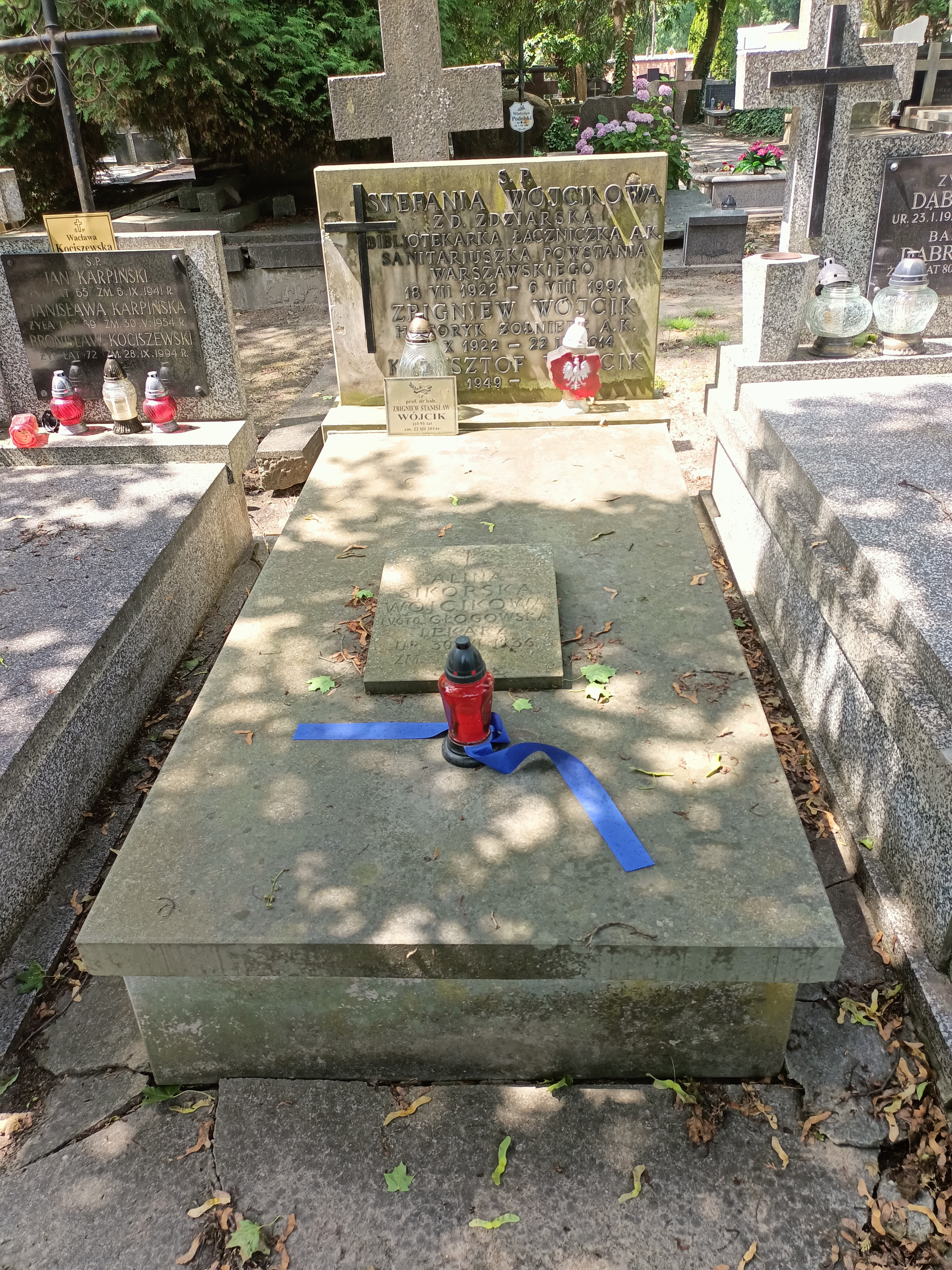
Grób profesora Zbigniewa Wójcika na Cmentarzu Powązkowskim w Warszawie

Zbigniew Stanisław Wójcik (ur. 29 października 1922 w Warszawie, zm. 22 marca 2014 tamże) – polski historyk, profesor nauk humanistycznych. Znawca nowożytnej historii Polski XVII wieku, zwłaszcza stosunków polsko-ruskich w okresie wojen kozackich, specjalizował się też w polityce zagranicznej I RP oraz dziejach Rosji w nowożytności. Żołnierz AK.

## Życiorys
Syn Stanisławy oraz chorążego Walentego Wójcika, przybocznego Józefa Piłsudskiego. Ukończył szkołę powszechną w Warszawie, następnie uczęszczał do I Państwowego Gimnazjum i Liceum im. Stefana Batorego w Warszawie, zdał maturę (w ramach tajnego nauczania) i w roku akademickim 1943–1944 rozpoczął konspiracyjne studia na tajnym Uniwersytecie Warszawskim. Następnie od 1944 r. kontynuował je już w trybie jawnym na Katolickim Uniwersytecie Lubelskim oraz ponownie na UW. Studia historyczne ukończył w 1947 r. Był uczniem Władysława Tomkiewicza i Janusza Wolińskiego. W 1950 r. uzyskał stopień doktora (praca Ukraina w latach 1660–1663). W 1960 r. habilitował się na Uniwersytecie Warszawskim. Tytuł profesora (nadzwyczajnego) otrzymał w 1971 r. W latach 1948–1961 pracował w państwowej służbie archiwalnej, a od 1959 r. w Instytucie Historii PAN.
Autor licznych publikacji historycznych, głównie z zakresu historii Polski w XVII w. – zwłaszcza jej polityki międzynarodowej oraz stosunków polsko-kozackich. Jego Jan Sobieski był pierwszą polską syntezą naukową obejmującą cały okres panowania Jana III. Za książkę tę otrzymał nagrodę Fundacji Jurzykowskiego. Autor syntezy dziejów powszechnych w XVI i XVII w., do dziś wznawianej i stanowiącej jeden z podstawowych podręczników akademickich. Napisał też jeden tom historii Rosji.
Uczestnik wielu międzynarodowych konferencji naukowych. Wykładał jako visiting professor na Uniwersytecie Harvarda (1972) i jako Senior Research Fellow na Uniwersytecie Columbia (1979). Przeprowadzał również studia archiwalne w ZSRR, Francji, Austrii, Wielkiej Brytanii. Członek Polskiej Akademii Nauk i Towarzystwa Naukowego Warszawskiego.
W czasie II wojny światowej walczył w Armii Krajowej. W latach 80. współorganizował Duszpasterstwo Legionistów i POW-iaków, a w 1989 był współtwórcą Związku Piłsudczyków, w którym od 2001 był członkiem Rady Programowej.
W PRL informacje na temat Zbigniewa Wójcika podlegały cenzurze. W 1977 roku jego nazwisko znajdowało się na specjalnej liście osób pod szczególną kontrolą cenzury. Zalecenia cenzorskie dotyczące jego osoby zanotował Tomasz Strzyżewski, który w swojej książce o peerelowskiej cenzurze opublikował notkę informacyjną z 7 stycznia 1977 roku Głównego Urzędu Kontroli Prasy, Publikacji i Widowisk. Wytyczne dla cenzorów wymieniały jego nazwisko z adnotacją: „Wszelkie próby popularyzowania w środkach masowego przekazu (prasa codzienna, radio, TV, tygodniki społeczno-polityczne) niżej wymienionych osób należy sygnalizować kierownictwu GUKPPiW”. Zalecenia cenzorskie zezwalały jedynie na publikacje w prasie specjalistycznej, naukowej oraz skryptach itp.

## Wybrane publikacje
- Traktat andruszowski 1667 roku i jego geneza, 1959.
- Dzikie Pola w ogniu. O Kozaczyźnie w dawnej Rzeczypospolitej, 1960.
- Historia powszechna XVI-XVII wieku, Warszawa: Państwowe Wydawnictwo Naukowe, 1968 (wiele wydań, ost. wyd. – 2006).
- Dzieje Rosji: 1533–1801, Warszawa: Państwowe Wydawnictwo Naukowe 1971 (wyd. 2 – 1981).
- Rzeczpospolita wobec Turcji i Rosji 1674–1679. Studium z dziejów polskiej polityki zagranicznej, 1976.
- Rola Józefa Piłsudskiego w odzyskaniu niepodległości Polski, Warszawa: Instytut Wydawniczy Związków Zawodowych 1981.
- Aleksander Czekanowski, Lublin: Wydawnictwo Lubelskie 1982.
- Jan Sobieski: 1629–1696, Warszawa: Państwowy Instytut Wydawniczy 1983.
- Wojny kozackie w dawnej Polsce, Kraków: Krajowa Agencja Wydawnicza 1989.
- Jan III Sobieski, Warszawa: Zamek Królewski 1991.
- Liberum veto, Kraków: Krajowa Agencja Wydawnicza 1992.
- Jan Kazimierz Waza, Wrocław: Zakład Narodowy im. Ossolińskich, 1997.
- Józef Piłsudski 1867–1935, 1999.
- Hadży Mehmed Senai z Krymu, Historia Chana Islam Gereja III, przeł. Zygmunt Abrahamowicz, oprac. Olgierd Górka i Zbigniew Wójcik, Warszawa: PWN 1971.

## Odznaczenia
- Krzyż Komandorski Orderu Odrodzenia Polski (1993)[7]
- Krzyż Kawalerski Orderu Odrodzenia Polski (1991)[8]